# Azergues
Der Azergues ist ein Fluss in Frankreich, der im Département Rhône in der Region Auvergne-Rhône-Alpes verläuft. Er entspringt im Gemeindegebiet von Poule-les-Écharmeaux, entwässert zunächst in südöstlicher Richtung, schwenkt im Unterlauf nach Nordost bis Nord und mündet nach rund 62 Kilometern im Gemeindegebiet von Anse als rechter Nebenfluss in die Saône. Auf seinem Weg durchquert der Azergues das Weinbaugebiet Beaujolais.

## Orte am Fluss
- Poule-les-Écharmeaux
- Saint-Nizier-d’Azergues
- Lamure-sur-Azergues
- Chambost-Allières
- Saint-Just-d’Avray
- Chamelet
- Létra
- Le Bois-d’Oingt
- Le Breuil
- Chessy
- Châtillon
- Lozanne
- Civrieux-d’Azergues
- Chazay-d’Azergues
- Marcilly-d’Azergues
- Les Chères
- Anse